# Troy (Nueva York)
Troy, fundada en 1816, es una ciudad ubicada en el condado de Rensselaer en el estado estadounidense de Nueva York. En el año 2000 tenía una población de 49,170 habitantes y una densidad poblacional de 1,725.9 personas por km².

## Geografía
Rensselaer se encuentra ubicada en las coordenadas 42°43′54″N 73°42′33″O / 42.73167, -73.70917. Según la Oficina del Censo, la ciudad tiene un área total de 28,5 km² (11,0 mi²), de la cual 26,9 km² (10,4 mi²) es tierra y 1,6 km² (0,6 mi²) (5.45%) es agua.

## Demografía
Según la Oficina del Censo en 2000 los ingresos medios por hogar en la localidad eran de $29,844, y los ingresos medios por familia eran $38,631. Los hombres tenían unos ingresos medios de $30,495 frente a los $25,724 para las mujeres. La renta per cápita para la localidad era de $16,796. Alrededor del 19.1% de la población estaban por debajo del umbral de pobreza.